# Norges Bank
Norges Bank (Bokmål: Norges Bank / Nynorsk: Noregs Bank) is de centrale bank van Noorwegen.
Noorwegen was tot 1914 lid van de Scandinavische Monetaire Unie. Het land is geen lid van de Eurozone maar heeft een eigen munt: de Noorse kroon (NOK). Taak van deze centrale bank is de bepaling van de basisrente en de uitgifte van de Noorse kroon. 
De bank heeft belangen in Nederlandse en Belgische bedrijven.
Daarnaast is Norges Bank verantwoordelijk voor het beheer van een deel van de staatsfondsen.

## Noorse Pensioenfondsen
De Noorse Pensioenfondsen zijn twee van elkaar onafhankelijke sovereign wealth funds, ontstaan uit financiële overschotten van de Noorse aardolie-inkomsten, met name via Equinor. Tot januari 2006 werd het dan ook het Oliefonds (Oljefondet) genoemd, of Petroleum Fund of Norway.

### Internationaal Pensioenfonds
Het belangrijkste staatspensioenfonds, het Statens pensjonsfond Utland (SPU; Engels: Government Pension Fund Global), wordt beheerd door het Norges Bank Investment Management (NBIM), een tak van Norges Bank, de Noorse nationale bank. Sedert 2011 is het het grootste pensioenfonds ter wereld, groter dan bijvoorbeeld CalPERS, het Californische pensioenfonds en een van de grootste in de Verenigde Staten. Toch is het geen pensioenfonds in de conventionele zin, omdat het zijn inkomsten genereert uit oliewinsten, niet uit pensioenbijdragen. In 2019 bedroeg de marktwaarde van het fonds meer dan 10.000 miljard NOK, of – met een bevolking van ruim 5 miljoen mensen – bijna 180.000 euro per Noorse burger. 

### Binnenlands Pensioenfonds
Het veel kleinere binnenlandse fonds Statens pensjonsfond Norge (SPN) of Government Pension Fund Norway, wordt beheerd door Folketrygdfondet. Het fonds, met een waarde van ongeveer 250 miljard NOK in 2020, belegt uitsluitend in Noorse bedrijven, vooral via de Noorse effectenbeurs in Oslo.